# Mitsubishi Model A
Das Mitsubishi Modell A war das erste Serienautomobil in Japan und das einzige Automobil, das die Mitsubishi Shipbuilding Co. Ltd. baute. Aus der Mitsubishi Shipbuilding Co. Ltd. als Teil der Mitsubishi Keiretsu entwickelte sich später die Mitsubishi Motors. Es wurde von 1917 bis 1921 hergestellt. Die Idee zu seiner Herstellung geht auf Iwasaki Koyata, den vierten Präsidenten der Gesellschaft und Neffen des Firmengründers Iwasaki Yatarō zurück, der das immense Potential motorisierter Fahrzeuge und ihre Rolle in der wirtschaftlichen Entwicklung Japans voraussah. Das Modell A war ein Luxusautomobil für hohe Staatsbeamte und Wirtschaftsführer und musste daher zuverlässig, komfortabel und ein leuchtendes Beispiel japanischer Handwerkskunst sein.
Die 4-türige Limousine mit sieben Sitzplätzen basierte auf dem Fiat Typ 3 und hatte einen Reihen-Vierzylindermotor mit 2765 cm3 Hubraum und 35 PS (26 kW) Leistung, der die Hinterräder antrieb und das Auto bis auf eine Geschwindigkeit von 32 km/h beschleunigen konnte. 22 Exemplare (einschl. Prototypen) stellte die Firma in 4 Jahren im Hafen von Kōbe her.
Da seine Fertigung durch Handbauweise und einer Karosserie aus lackiertem Zypressenholz verhältnismäßig teuer war, konnte es nicht mit den preiswerteren Fabrikaten aus den USA und Europa konkurrieren. In der Folge stellte Mitsubishi die Produktion schon nach vier Jahren ein und konzentrierte sich mit der Mitsubishi Fuso Truck and Bus Corporation auf die Herstellung von Nutzfahrzeugen. Ein Mitsubishi-PKW wurde erst wieder ab 1951 mit dem Mitsubishi Henry J angeboten.
In der „Auto Gallery“ von Mitsubishi (ein seit 1989 bestehendes Museum in Okazaki) wird eine Replika des Modells A gezeigt, die 1972 mit zeitgenössischen Materialien zusammengebaut wurde. Die Replika hat einen geringfügig kürzeren Radstand und einen wassergekühlten, obengesteuerten Vierzylindermotor mit 977 cm3 Hubraum anstatt des Originalmotors mit 2,8 l Hubraum.